# Малир
Малир (англ. Malir Town) — техсил расположенный в восточной части пакистанского города Карачи, столицы провинции Синд. Малир ранее был известен своим овощным и фруктовым хозяйством. Район разнообразен в этническом составе, большинство населения составляют синдхи и белуджи. 99 % населения — мусульмане.

## Географическое положение
Техсил граничит с аэропортом Джинна и военным городком на севере и западе, с Шах-Файсалом и ручьём Тадо-Налло на юге, с Гадапом на востоке вдоль реки Малир. Состоит из 7 союзных советов.

## Населения
В 2008 году население техсила составляло 604,763 человек.

## Власть
- Назим — Сайед Навид Акхтер
- Наиб назим — Фаррух Риаз